# زاوية تلامس

زاوية تماس نقطة سائل مع سطح أفقي

زاوية التلامس أو زاوية التماس هي الزاوية التي يمس عندها سائل سطح صلب. تعرف زاوية التماس من أجل أي نظام معين، وهي تعتمد على التفاعل بين الوسائط الثلاثة (سائل، سطح صلب، هواء). تقرب هذه الزاوية إلى الأذهان عن طريق قطرة صغيرة متوضعة على سطح أفقي معدني. حيث يتم تحديد شكل القطرة بواسطة علاقة يونغ.